# Ruthénie subcarpathique

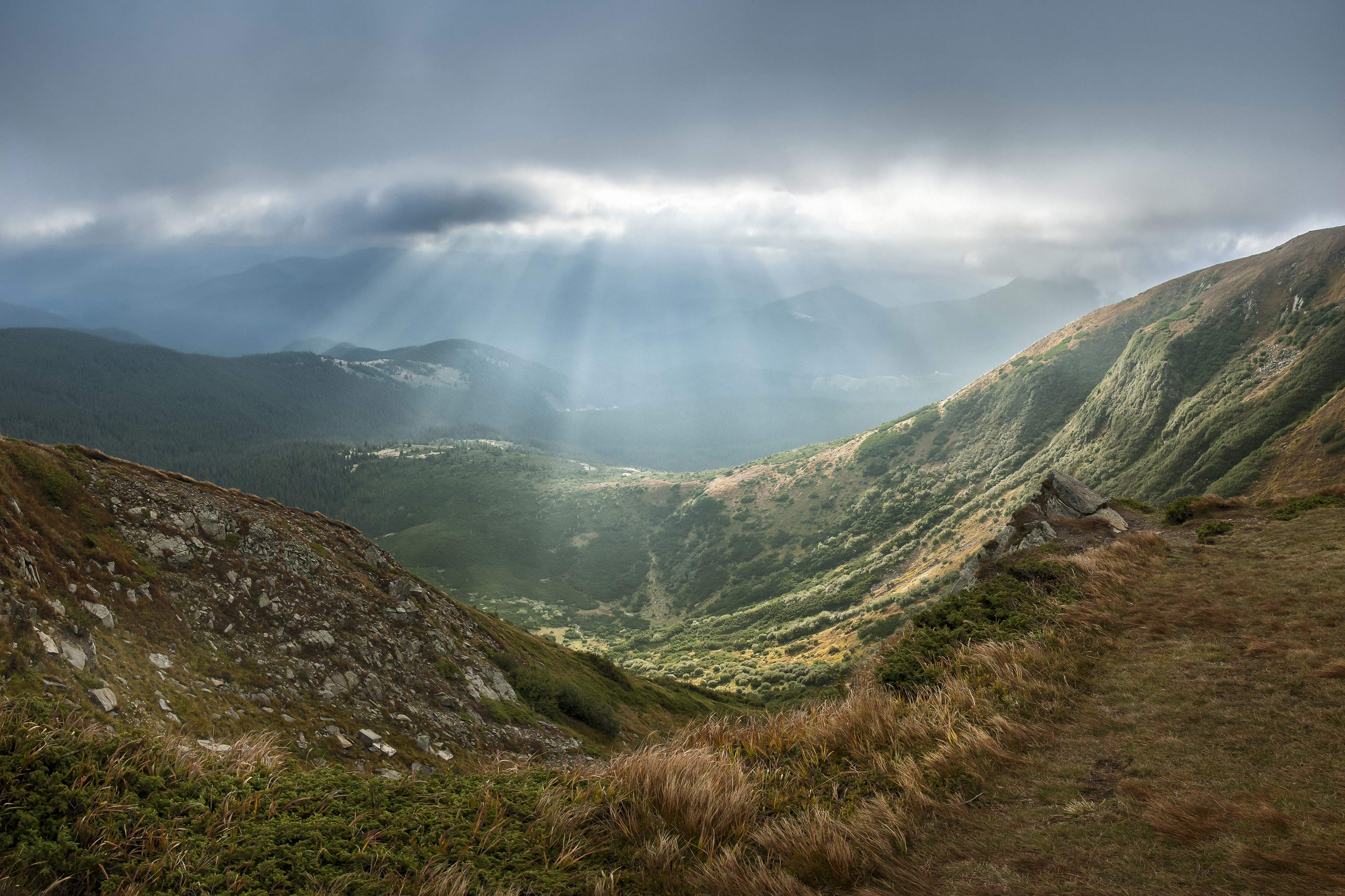
Vue du parc national des Carpates depuis le mont Hoverla.

La Ruthénie subcarpathique, dite aussi Ruthénie subcarpatique, Russynie subcarpat(h)ique, Ukraine subcarpat(h)ique, Ukraine transcarpat(h)ique ou Transcarpat(h)ie est une petite région montagneuse d'Europe centrale située à cheval sur les Carpates orientales formées par les Carpates ukrainiennes, polonaises et slovaques. Elle est peuplée d'Ukrainiens majoritaires, aussi appelés ici Rusyns (Ruthènes, de langue rusyn) et Houtsoules, et de minorités hongroise, slovaques, polonaises, roumaines et tsiganes. Avant la Seconde Guerre mondiale, il y avait aussi de nombreuses communautés juives ashkénazes.
Depuis 1945, l'essentiel de la Ruthénie forme l'oblast de Transcarpatie en Ukraine.

## Étymologie
Vue du Nord-Est avec le préfixe « trans » (« au-delà de… ») ou du Sud-Ouest avec le préfixe « sub » (« aux pieds de… »), la région doit son nom aux montagnes Carpates, parfois orthographiées « Carpathes » qui tirent leur nom du dace carpa (« roche ») et qui étaient, dans l'antiquité, le fief du peuple dace des Carpes.

## Histoire

### Avant 1918

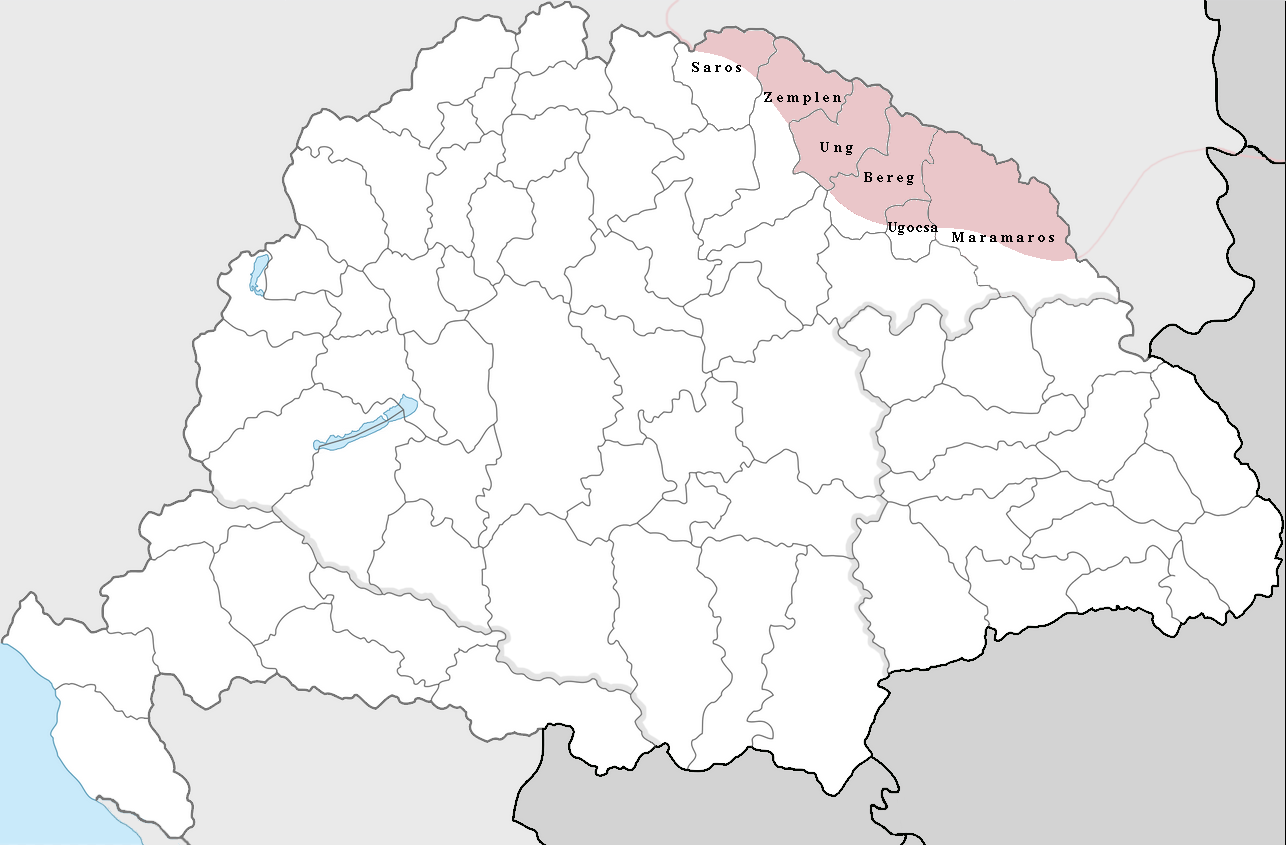
En rose, la Ruthénie parmi les « pays de la Couronne de Saint-Étienne » dans l'Autriche-Hongrie ; aujourd'hui les Ukrainiens considèrent que la région traditionnellement appelée « Ruthénie » se trouve au Sud de la Pologne (Galicie occidentale, 12%), au Nord-Est de la Slovaquie (9 %) et principalement en Ukraine occidentale (oblast de Transcarpatie et oblast de Tchernivtsi, 79%).

Peuplée de Daces et de Bastarnes dans l'antiquité, puis de Thraco-Romans et de Goths dans l'antiquité tardive, cette zone de passage est englobée dans la zone de peuplement slave à partir du VIe siècle ; s'y ajoutent au Xe siècle des Iasses et des Magyars. Dévastée par la grande invasion tatare de 1223, la région, alors dépeuplée, se repeuple ultérieurement de Ruthènes et de Valaques dont la synthèse donne le peuplement actuel. Ensuite, elle a successivement appartenu :
- au voïvodat de Marmatie jusqu'au milieu du XIVe siècle ;
- à la Hongrie, de 1359 à 1918, mais dans le cadre :
  - de l'empire d'Autriche de 1526 à 1645,
  - du voïvodat de Transylvanie de 1645 à 1699,
  - de l'empire d'Autriche de 1699 à 1867,
  - de l'Autriche-Hongrie de 1867 à 1918 ;
- à la Tchécoslovaquie de 1919 à 1939 ;
- à nouveau à la Hongrie de 1939 à 1945 ;
- à nouveau à la Tchécoslovaquie en 1945[3] ;
- et à l'Union soviétique de 1945 à 1991[4].

En 1646, 63 prêtres orthodoxes de Ruthénie subcarpatique, en signant l'Union d'Oujhorod décident de se placer dans la juridiction de l'Église de Rome : c'est l'origine de l'Église grecque-catholique ruthène.

### À la fin de la Première Guerre mondiale

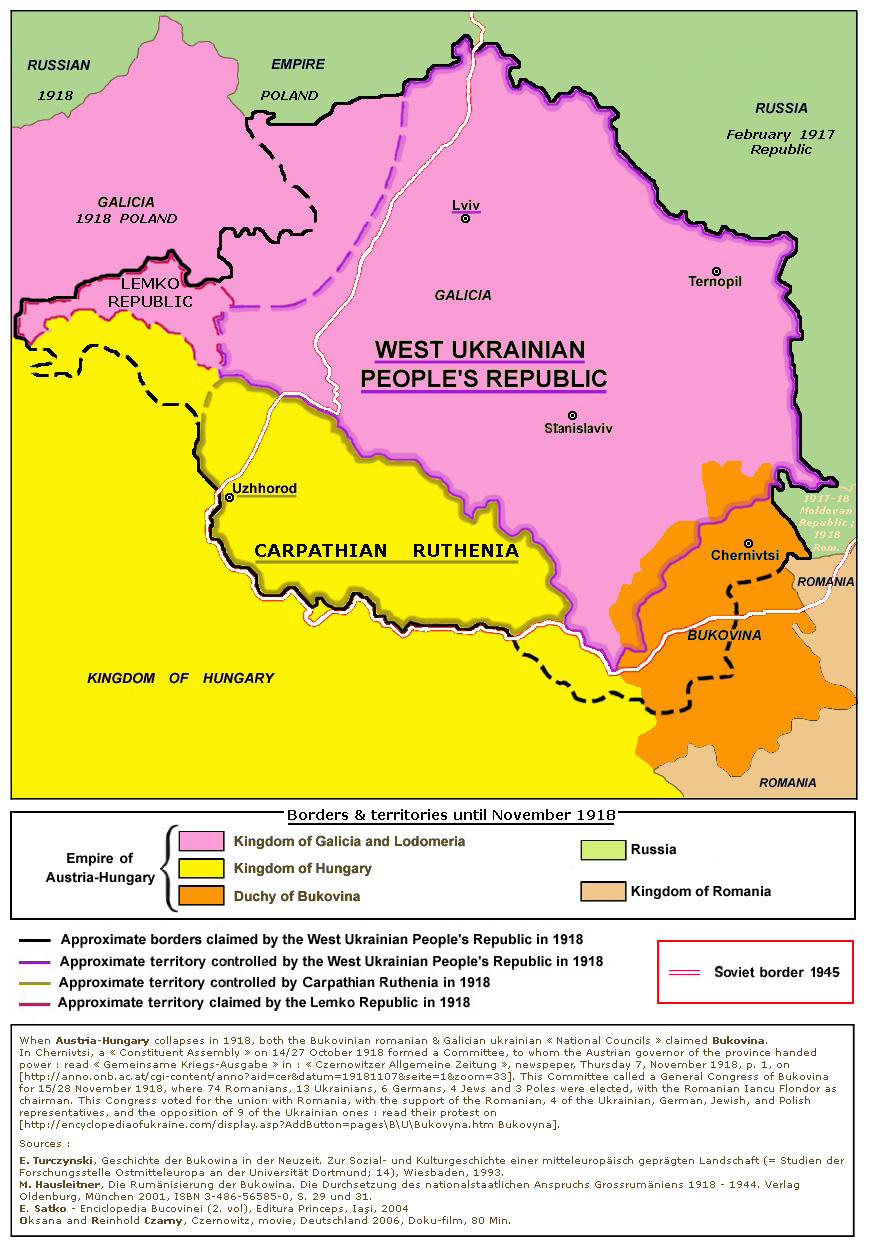
Les frontières revendiquées par l’Ukraine occidentale en 1918-1919 (républiques Houtsoule et d’Ukraine occidentale).

À l'issue de la Première Guerre mondiale, une République houtsoule y fut proclamée par le président Grigor Zatkovitch, mais les troupes de la Hongrie bolchévique de Béla Kun la conquirent en avril 1919. Lorsque Béla Kun fut vaincu, la même année, la République houtsoule, ou Russynie, rejoignit la République tchéco-slovaque, ce qui fut entériné par les traités de Saint-Germain-en-Laye (10 septembre 1919) et de Trianon (4 juin 1920).

### La Première République tchécoslovaque (1918-1938)

En bleu ciel, la région de Ruthénie subcarpathique au sein de la Première République tchécoslovaque.

La Première République tchécoslovaque, qui était une démocratie parlementaire, comportait quatre régions historiques bénéficiant d'une dose d'autonomie locale, notamment culturelle : ainsi le slovaque et l'ukrainien étaient, à côté du tchèque, langues usuelles et administratives respectivement en Slovaquie et Ruthénie. Le peuple de la Ruthénie subcarpathique s'est satisfait du régime tchécoslovaque, moins pour des raisons internes (les Tchèques étant majoritaires dans l'administration, des Ukrainiens se plaignaient de leur condescendance) que pour des raisons externes (cela préservait le pays des tragédies de l'Ukraine soviétique : terreur rouge, collectivisation forcée, réquisitions, famines, déportations). La capitale régionale ruthène était Oujhorod (en ukrainien Ужгород). La Ruthénie avait sa délégation au parlement tchécoslovaque, présidée par Augustin Volochyne, un prêtre gréco-catholique.

### Annexion du Sud-Ouest de la Ruthénie subcarpatique par la Hongrie (novembre 1938)

La Ruthénie subcarpathique en 1938 et 1939, en bleu-vert plus foncé.

Après l'annexion des Sudètes par l'Allemagne nazie à la suite des accords de Munich (30 septembre 1938) intervient, le 2 novembre 1938, le premier arbitrage de Vienne, qualifié de « Diktat » ou de « Petit Trianon » dans l'historiographie tchécoslovaque. Cet accord entre l'Allemagne, l'Italie et la Hongrie, attribue à cette dernière le Sud de la Slovaquie et le Sud-Ouest de la Ruthénie subcarpatique, riches plaines peuplées d'une importante minorité hongroise. En revanche, la Slovaquie et la Ruthénie amoindries territorialement, voient s'accroître leur autonomie territoriale.

### État autonome (15 mars 1939) et région autonome subcarpathique en Hongrie (1939-1945)

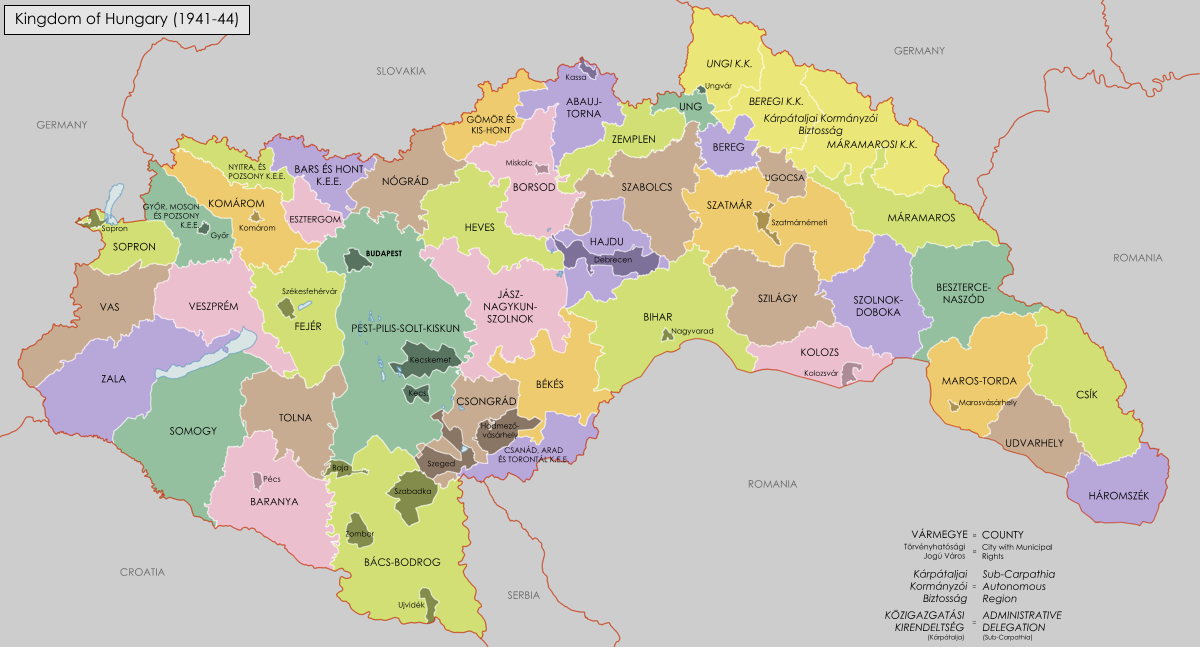
En vert-jaune au Nord-Est, la « région autonome subcarpatique » au sein de la Hongrie agrandie entre 1939 et 1945.

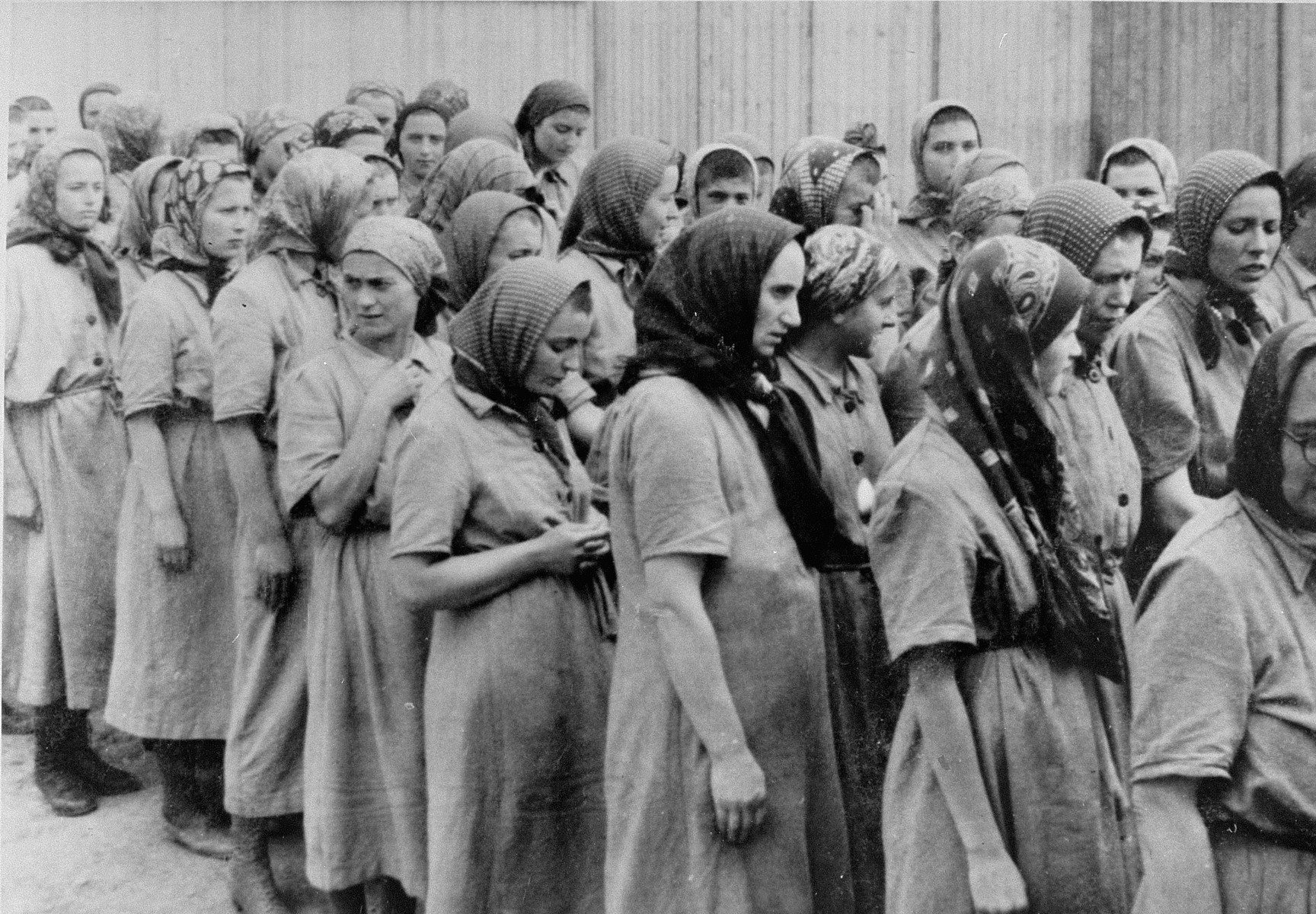
« Des femmes juives de la Ruthénie subcarpatique qui ont été sélectionnées pour le travail forcé à Auschwitz-Birkenau, marchent vers leur caserne après avoir été désinfectées et rasées » (1944)

Augustin Volochyne, président du territoire autonome ruthène, demeure loyal envers la République tchécoslovaque jusqu'à ce qu'elle se disloque le 14 mars 1939. Le lendemain, il proclame l'État indépendant ruthène sur 20 000 km2, peuplé de 800 000 habitants.
Mais cet État ne dure pas longtemps car tandis que l'Allemagne nazie occupe le pays tchèque résiduel transformé en protectorat, l'Ukraine subcarpatique d'Augustin Volochyne est, pour sa part, envahie par la Hongrie, qui l'annexe le 23 mars 1939, tout en lui octroyant une autonomie factice à travers la « région autonome subcarpatique » (Kárpátaljai kormányzói biztosság) divisée en trois districts administrés, d'Ouest en Est, par les comitats d'Ung, Bereg et Máramaros que la Hongrie avait récupérés au deuxième arbitrage de Vienne.
Avec la Bucovine, la Ruthénie fait partie en septembre 1939 du « couloir d'évacuation » qui permettra au gouvernement polonais, au trésor de sa banque nationale, aux troupes survivantes et à l'état-major de fuir vers la Roumanie, après l'invasion germano-soviétique. La flotte roumaine transporta ensuite les Polonais vers Alexandrie, en territoire britannique, où se constitue l'Armée polonaise de l'Ouest.
Le droit hongrois ordinaire ne s'applique pas dans la région autonome subcarpathique, et les Juifs de Ruthénie, bien qu'étant pour la plupart de langue hongroise, ne récupérèrent pas la citoyenneté hongroise qu'ils avaient eue jusqu'en 1918. N'étant plus Tchécoslovaques, ils deviennent apatrides, tout comme leurs coreligionnaires transylvains devenus Roumains en 1920 et apatrides au deuxième arbitrage de Vienne. Le régime conservateur de Miklós Horthy ne traite pas les 725 000 juifs vivant en Hongrie en 1941 de manière égale : la moitié d'entre eux, restés citoyens hongrois en 1918-1920 (traité de Trianon) est soumise à diverses restrictions et persécutions (y compris les 58 320 devenus chrétiens) mais échappe jusqu'en 1944 à la déportation en Allemagne; en revanche l'autre moitié, apatride (juifs ex-tchécoslovaques, roumains ou yougoslaves) est soumise au décret du 12 juillet 1941 stipulant qu'ils doivent être recensés et que la police doit les regrouper en ghettos. 27 000 d'entre eux sont regroupés dans la région autonome subcarpathique et divisés en deux groupes : l'un, jugé apte au travail, est envoyé, lors de l'opération Barbarossa, sur le front de l'Est et en Serbie occupée pour y servir l'armée hongroise où froid, sous-alimentation et manque de soins en font mourir 14 000 ; l'autre est livré à l'Allemagne nazie qui les regroupe à Kamianets-Podilskyï (Kamenetz-Podolsk) où ils sont exterminés par les Einsatzgruppen.

### Rattachement à l'Ukraine soviétique
Le traité soviéto-tchécoslovaque du 29 juin 1945 (« Traité au sujet de l'Ukraine subcarpatique » et « Protocole annexé au traité conclu entre l'URSS et la République tchécoslovaque au sujet de l'Ukraine subcarpatique »), force la Tchécoslovaquie à céder la Ruthénie subcarpatique à l'Union soviétique. La population locale n'est pas consultée, l'URSS affirmant qu'une « libération du peuple ruthène travailleur, des chaînes du régime capitaliste » (qui était encore celui de la Tchécoslovaquie à ce moment) et la « réunion de tout le peuple ukrainien au sein de l'Ukraine soviétique » ne pouvaient susciter qu'une joie unanime, dont les manifestations sont aussitôt soigneusement mises en scène à Oujhorod. Toutefois, le véritable intérêt soviétique était plutôt militaire, cette annexion offrant aux Soviétiques une frontière avec la Hongrie, recherchée depuis l'époque de la Hongrie bolchevique et des guerres soviéto-polonaise et hungaro-roumaine de 1919, qui avaient empêché la jonction entre bolcheviks soviétiques et hongrois.
Le 10 février 1947, le traité de Paris annule formellement le Premier arbitrage de Vienne qui avait attribué ce territoire à la Hongrie, et entérine l'annexion soviétique du 29 juin 1945. Depuis, la Ruthénie subcarpatique forme l'oblast de Transcarpatie et, depuis la dislocation de l'URSS en 1991, fait partie de l'Ukraine indépendante.

## La Ruthénie subcarpathique dans la culture
Le réalisateur moldave Emil Loteanu a tourné dans cette région, en 1976, le film Les Tsiganes montent au ciel (Şatra en moldave, Табір іде в небо en ukrainien) d'après les récits de Maxime Gorki (notamment Makar Tchoudra). On y voit les paysages ruthènes et les anciens quartiers historiques d'Oujhorod. Ce film a été nommé au Festival international du film de Toronto et primé au Festival international du film de Saint-Sébastien.